# Municipio de Maryland (Dakota del Norte)
El municipio de Maryland (en inglés: Maryland Township) es un municipio ubicado en el condado de Ward en el estado estadounidense de Dakota del Norte. En el año 2010 tenía una población de 70 habitantes y una densidad poblacional de 0,74 personas por km².

## Geografía
El municipio de Maryland se encuentra ubicado en las coordenadas 48°20′3″N 101°4′7″O / 48.33417, -101.06861. Según la Oficina del Censo de los Estados Unidos, el municipio tiene una superficie total de 94 km², de la cual 93,74 km² corresponden a tierra firme y (0,28 %) 0,26 km² es agua.

## Demografía
Según el censo de 2010, había 70 personas residiendo en el municipio de Maryland. La densidad de población era de 0,74 hab./km². De los 70 habitantes, el municipio de Maryland estaba compuesto por el 92,86 % blancos, el 5,71 % eran de otras razas y el 1,43 % eran de una mezcla de razas. Del total de la población el 8,57 % eran hispanos o latinos de cualquier raza.